# 京都FM丹波放送
京都FM丹波放送株式会社（きょうとエフエムたんばほうそう）は、京都府福知山市及び兵庫県丹波市の各一部地域を放送区域として超短波放送（FM放送）をする特定地上基幹放送事業者である。
FM丹波（エフエムたんば）の愛称でコミュニティ放送をしている。

## 概要
福知山FM放送株式会社が免許人となりFMキャッスルの愛称で、2008年（平成20年）3月3日に開局した。
親会社は兵庫県豊岡市に本社を置く北関西情報通信（N関西）。N関西社長の松井喜久夫がFM放送の局長（社長）も務める。放送局舎はN関西の福知山支店に置かれている。
ホームページには、聴取可能エリアを受信可能ロードマップとしてカーラジオによる調査結果で表している。
24時間放送を基本とし、過去には自社制作番組以外の時間帯はミュージックバードの配信番組を放送していたが、2010年（平成22年）4月より自社のランダム再生機器による音楽放送に変更、2011年（平成23年）4月からはリッスンジャパンの番組配給を限定的に受けていたこともある。
2012年（平成24年）より、パーソナリティという呼称をRJ（ラジオジョッキーの略）に変更した。
京都新聞の丹後中丹版には自社製作番組の番組表がFMいかるとともに掲載されている。
2008年7月15日からサイマルラジオに参加。
2012年3月1日より愛称を「FMキャッスル」から「FM丹波」へ変更。
2015年（平成27年）5月に『同年6月30日で閉局する』と発表したが、その後、一転して当面の放送継続が決定した。
2015年7月、自社製作番組を大幅に縮小。再びミュージックバードからの配信を受けるようになる。
2015年9月4日、「福知山FM放送株式会社」から「京都FM丹波放送株式会社」に社名を変更。「FM丹波」の愛称は継続使用する。
2023年1月、自社所属のVTuberぼたんがデビューし、FM丹波の番組や福知山市のYouTubeに登場させている。

## インターネット放送
山間部や旧市域等の難聴取地域解消として、インターネットを利用したラジオ配信サイトであるSimulRadioを利用したインターネット放送を近畿のコミュニティ放送局で初めて2008年7月15日に開始した。配信内容は、当初自社制作番組のみに限定されていたが、2010年4月から全てが自社制作となった為、全時間帯で聴取可能となった。
また、親会社のN関西と共同でAndroidアプリ"FM聴（エフエムテイ）"を開発。福知山市内在住者限定での試験運用を経て2012年4月よりGoogle Playにて配布を開始した。FM聴はFM丹波版を皮切りに、全国数十のコミュニティFM局のバージョンが製作されている。

## 番組
公式ホームページ上の番組表は、2017年より更新されていない。

### 放送中
- 福知山ふるさと季行（月 - 金 12:00 - 13:00、再放送　18:00 - 19:00）

福知山各地の自治会、ふるさとの情報を紹介する番組
2012年6月からはその週の放送内容を再放送として放送（土日 9:00 - 13:00）
土曜日は月・火の放送分、日曜日は水・木の放送分
- キャッスルニュース全国版・地域版（月 - 金 8:50 - 9:00）
- FM丹波 七色バラエティ（月 - 金 16:00 - 17:00）

## 防災ラジオ
2013年（平成25年）よりCMスポンサー及び賛助企業を対象に防災ラジオの無償頒布を開始した。
FM丹波専用の受注生産品であり一般市民への有償頒布は行わない。